# Liste der Monuments historiques in Haillainville
Die Liste der Monuments historiques in Haillainville führt die Monuments historiques in der französischen Gemeinde Haillainville auf.

## Liste der Objekte
| Bezeichnung                | Beschreibung                            | Standort                     | Kennzeichnung | Schutzstatus | Datum | Bild |
| -------------------------- | --------------------------------------- | ---------------------------- | ------------- | ------------ | ----- | ---- |
| Orgel                      | Ensemble aus PM88001137 und PM88001138  | in der Kirche St-Èvre (Lage) | PM88001136    | Classé       | 2001  |      |
| Orgelprospekt              | 1862 von Jean-Nicolas Jeanpierre gebaut | in der Kirche St-Èvre (Lage) | PM88001138    | Classé       | 2001  |      |
| Instrumentalteil der Orgel | 1862 von Jean-Nicolas Jeanpierre gebaut | in der Kirche St-Èvre (Lage) | PM88001137    | Classé       | 2001  |      |